# Xenomyia atra
Xenomyia atra är en tvåvingeart som beskrevs av Malloch 1921. Xenomyia atra ingår i släktet Xenomyia och familjen husflugor.
Artens utbredningsområde är Kenya. Inga underarter finns listade i Catalogue of Life.